# Smittia sunababecea
Smittia sunababecea är en tvåvingeart som beskrevs av Tanaka och Sasa 2001. Smittia sunababecea ingår i släktet Smittia och familjen fjädermyggor. Inga underarter finns listade i Catalogue of Life.